# Vaxkabinettet
Vaxkabinettet (en: House of Wax) är en amerikansk skräckfilm från 1953 med Vincent Price i huvudrollen. Regissören André De Toths nyinspelning av Mystery of the Wax Museum (1933) var den första 3D-filmen någonsin.[källa behövs]

## Handling
En vanställd skulptör öppnar upp vaxkabinettet House of Wax i New York. Skulpturerna som han ställer ut är dock hans mordoffer täckta i vax.

## Rollista (i urval)
- Vincent Price — Professor Henry Jarrod
- Frank Lovejoy — Lt. Tom Brennan
- Phyllis Kirk — Sue Allen
- Carolyn Jones — Cathy Gray
- Roy Roberts — Matthew Burke
- Paul Picerni — Scott Andrews
- Paul Cavanagh — Sidney Wallace
- Charles Bronson (som Charles Buchinsky) — Igor

## Kuriosa
- Den här filmen rankades #57 på Bravos 100 Scariest Movie Moments.
- En remake av filmen har gjorts, se House of Wax